# شکورآباد
شکورآباد ، روستایی از توابع بخش سلطانیه شهرستان ابهر در استان زنجان ایران است.

## جمعیت
این روستا در دهستان گوزل دره واقع شده است. براساس سرشماری مرکز آمار ایران در سال ۱۳۸۵، جمعیت آن ۷۴۳ نفر (۱۸۲خانوار) بوده‌است.